# Märklin Digital
Märklin Digital ist der Name eines Systems zur digitalen Modellbahnsteuerung, das das Modellbahnunternehmen Märklin 1984 auf den Markt brachte. Es war das zweite allgemein verfügbare digitale Modellbahnsystem.
Die erste digitale Mehrzugsteuerung war das Selectrix 99 System von Trix Mangold das 1982 vorgestellt und 1983 auf den Markt gebracht wurde.

## Prinzipielle Funktion
Klassische Modellbahnsteuerungen verwenden zwei Leiter im Modellbahngleis, zwischen denen eine Spannung angelegt wird. Die Leiter sind direkt mit dem Motor in der Modelllokomotive verbunden, der sich mit einer zur Spannung proportionalen Geschwindigkeit dreht und die Lokomotive bewegt. Diese Technik wird heute als „analog“ bezeichnet.
Eine digitale Modellbahn benutzt die zwei Leiter im Modellbahngleis hingegen als kombinierten Energie-Daten-Bus, der eine gleichbleibende Spannung als Energieversorgung zur Verfügung stellt, in die zusätzlich Steuerungsbefehle eingeflochten werden. Diese Befehle werden von einfachen und kleinen Mikrocontrollern in den Lokomotiven, den sogenannten „Decodern“, ausgewertet. Zusätzliche fest installierte Decoder ermöglichen zudem die Ansteuerung von ortsfesten Geräten wie Weichen oder Signalen.
Märklin Digital verwendete anfangs zur Ansteuerung des Busses und zum Dekodieren der eingebetteten Steuerungsbefehle integrierte Schaltkreise von Motorola, weswegen man bei dem ursprünglichen System auch vom Motorola-Format oder vom Märklin-Motorola-Digitalsystem spricht. Ab 2004 wurde diese Art der Steuerung durch das mfx-System ergänzt, das im Artikel Märklin Systems genauer beschrieben wird. Beide Systeme sind als Hausnormen der Firma Märklin entstanden. Dies ist ein grundsätzliches Unterscheidungsmerkmal zu alternativen digitalen Modellbahnsteuerungen, bei denen sich das Digital-Command-Control-Datenformat (auch bekannt als DCC) auf breiter Front durchgesetzt hat. Im klassischen Märklin-Digitalsystem ist der Datenbus unidirektional, d. h., die Lokomotiven und andere Geräte können nur Befehle von der Zentrale entgegennehmen, selbst aber keine Informationen senden. Für diesen Weg nutzt das System einen zweiten, völlig unabhängigen Rückmeldebus. mfx-Decoder besitzen dagegen eine eingebaute Rückmeldefähigkeit, wodurch sich entsprechend ausgestattete Fahrzeuge selbsttätig bei der Zentrale anmelden. Alle mfx-Decoder verstehen aber auch das Motorola-Protokoll.
Zur Energieversorgung wird in den Märklin-Digital-Bus eine Rechteckspannung eingespeist, die zwischen +22 V und −22 V oszilliert. Dies ist am klassischen Märklinsystem orientiert, das mit einer Wechselspannung von bis zu 16 V im Gleis zur Ansteuerung des Motors arbeitet. Aus diesem Grund können theoretisch auch nicht mit einem Digitaldecoder ausgerüstete Lokomotiven auf einer Märklin-Digital-Modellbahnanlage eingesetzt werden – sie bewegen sich allerdings immer mit konstanter Geschwindigkeit in die gleiche Richtung.
Beim Märklin-Motorola-Protokoll werden die digitalen Informationen auf dem Bus dadurch übertragen, dass die Zeitspanne für positive und negative Spannung zwischen den Leitern nicht exakt gleich lang ist. Je nachdem, ob der Übergang zwischen positiver und negativer Spannung zeitlich etwas früher oder später als für eine gleichmäßige Frequenz nötig erfolgt, wird eine digitale 0 oder 1 übertragen. Über die Protokollschichten des Motorola-Formates entsteht so ein digital übermittelter Befehl.
Neben der Ansteuerung der Lokdecoder verwendet das Märklin-Motorola-Protokoll ein praktisch identisches Datenformat für die Ansteuerung von Weichen- und Funktionsdecodern, benutzt dort aber einen Takt mit doppelt so hoher Datenrate, so dass beide Decodertypen jeweils die Signale des anderen Typs ignorieren.

## Systemkomponenten

### Ursprüngliche Komponenten der Zentrale Steuerung

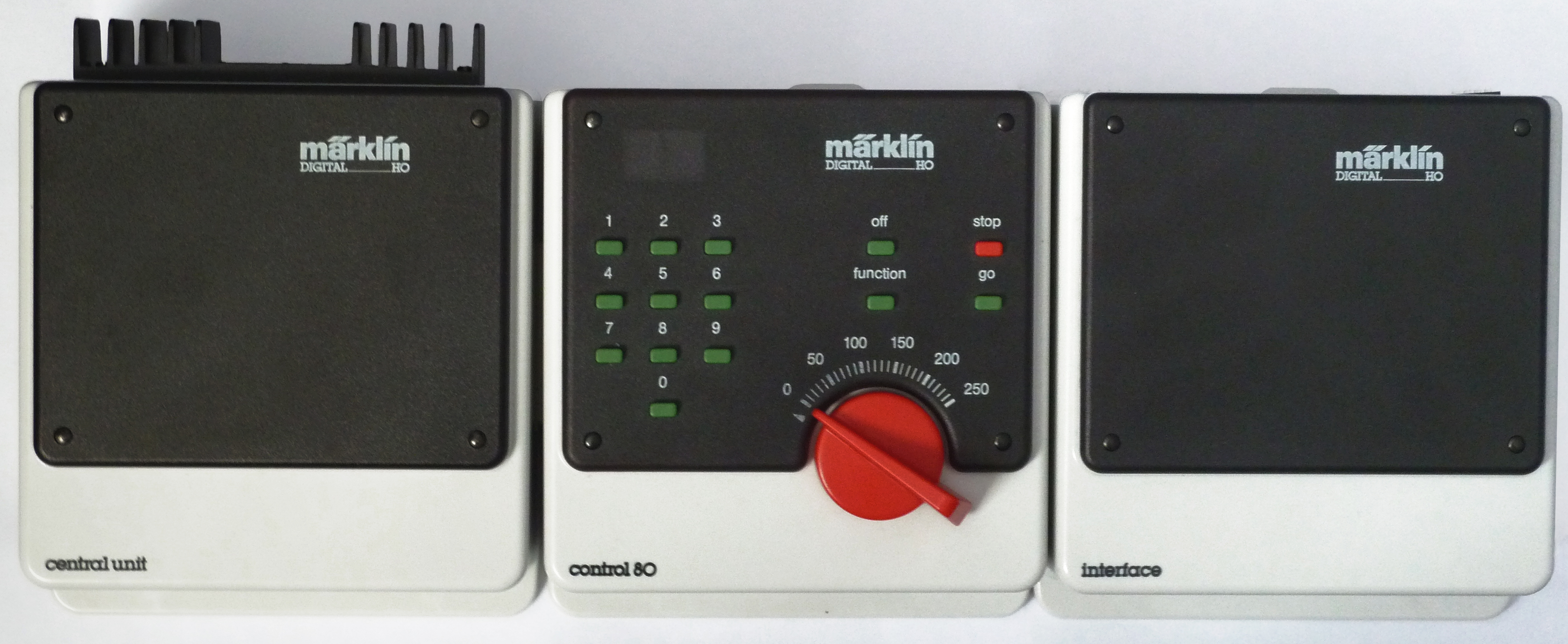
Central Unit, Control 80 und Interface

Herzstück des ersten Märklin-Digitalsystems ist die Central Unit, die den Datenbus antreibt und Befehle versendet. In ihrer ursprünglichen Bauform hat sie keinerlei Bedienelemente und musste mindestens um eine Control 80 und einen Transformator ergänzt werden. Die Control 80 dient dabei zur Eingabe der Steuerbefehle für die Lokomotiven. Im Laufe der Zeit kamen verschiedene Kombinationen aus diesen drei Komponenten auf den Markt.
An der Control Unit, eine Zusammenfassung von Central Unit und Control 80f, wird die zu steuernde Lokomotive über eine Zehner-Zifferntastatur ausgewählt; dann kann mit einem Drehrad die Geschwindigkeit geändert oder über zusätzliche Funktionstasten eine Spezialfunktion ein- und ausgeschaltet werden – wie etwa Licht, ein Geräuschmodul oder ein Dampferzeuger. Frühe Versionen des Märklin-Digitalsystems erlaubten nur eine einzige solcher Sonderfunktionen. Später wurden bis zu vier Funktionen ergänzt. Grundsätzlich ist es immer möglich, mehrere Control 80 und/oder Control 80f zu verwenden, um mehrere Lokomotiven gleichzeitig zu steuern.
Weiterhin können an die Central Unit sogenannte Keyboard-Einheiten angeschlossen werden, von denen jede bis zu 16 ortsfeste Befehlsempfänger wie Weichen und Signale schalten kann. Anders als bei den Control 80 ist hierbei jedem Tastenpaar ein Empfänger fest zugeordnet. Um mehr als 16 Empfänger zu schalten, können auch mehrere Keyboards in das System integriert werden.
Ergänzt werden die zentralen Komponenten durch eine Art intelligentes Keyboard namens Memory, das die Abspeicherung von Fahrstraßen ermöglicht und ein Interface-Modul, das eine Verbindung zur seriellen Schnittstelle eines Computers herstellt.
All diese Komponenten sind durch einen gemeinsamen Datenbus (I²C-Bus) miteinander verbunden. Die Central Unit setzt die von den verschiedenen Eingabegeräten kommenden Befehle um und schickt sie über die Gleise bzw. parallel dazu verlegte Versorgungsleitungen zu den Befehlsempfängern. Gegebenenfalls muss die Gesamtanlage dazu in mehrere Stromkreise zerlegt werden, um die Gesamtleistungsaufnahme pro Stromkreis nicht zu groß werden zu lassen. Jeder Stromkreis wird hierzu über einen Booster genannten Digitalverstärker an die Central Unit angeschlossen.

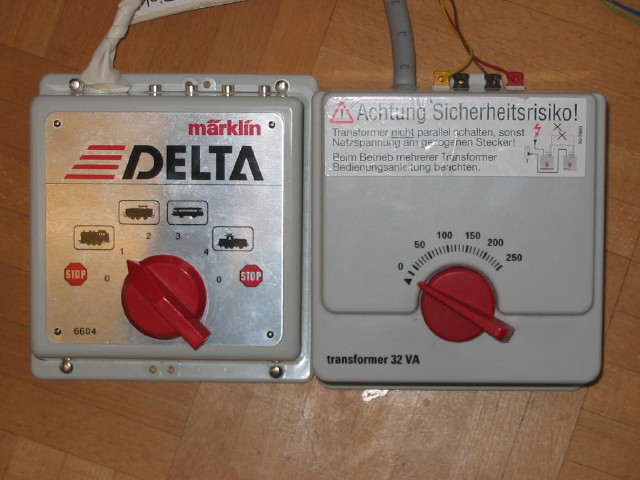
Delta-Fahrgerät

Das klassische Märklin-Digitalsystem erlaubt die Ansteuerung von 80 Lokomotiven und 256 ortsfesten Empfängern über denselben Datenbus.
Alternativ kann auch der Computer selbst als Zentrale verwendet werden, z. B. mit der Software Digital Direct for Linux oder Rocrail. Aus dem Märklin-Sortiment ist dann lediglich noch ein Transformator und ein Booster nötig.

### Märklin Delta / Märklin My World / Märklin Start Up
Durch die Weiterentwicklungen in der Fertigung elektronischer Komponenten und Baugruppen wurden ab etwa 1995 elektronische Steuerungen der Lokomotiven in der Herstellung preiswerter als das bis dahin betriebene parallele Anbieten von analogen und digitalen Modellen.
Aus diesem Grund gab es bereits früh mit dem „Märklin Delta“ genannten System den Ansatz, digitale Steuerungen auch im Einsteigersegment anzubieten. Anders als bei Zweileiter-Gleichstromsystemen gab es bei Märklin wegen des Wechselstrombetriebs immer eine separate Steuerung in Form eines Umschaltrelais in der Lokomotive. Das Delta-System verwendet das gleiche Befehlsformat, verzichtet aber auf die Ansteuerung ortsfester Empfänger und kann nur maximal 15 verschiedene Lokomotiven adressieren. Es gibt sogar noch weiter reduzierte Steuerungen für Startpackungen, die auf vier verschiedene Lokomotiven (als „Dampflok“, „E-Lok“, „Diesellok“ und „Triebwagen“ deklariert) beschränkt sind. Einfache Steuerungen besitzen als Sparmaßnahme auch nur Drucktaster für „Langsamer“, „Schneller“ und „Richtungsänderung“. Die Leistung ist teilweise auf weniger als 20 Watt beschränkt.
Ab 2012 wurde die Marke Märklin My World, ab 2014 dann Märklin Start Up für diese einfache Art der digitalen Steuerung verwendet. Verwirrenderweise wurden die 2012 als Batterie-Eisenbahn in H0 eingefügten Bausätze dann ab 2014 als Märklin My World weitergeführt.

### Empfänger (Decoder) und Sender
Grundsätzlich gibt es Decoder für drei verschiedene Einsätze:
- Decoder für die Ansteuerung von Motoren und Funktionen in Lokomotiven.
- Decoder für Schaltfunktionen wie zum Beispiel das Ansteuern von Weichen und Signalen.
- Spezielle Empfänger und Sender zum Beispiel für die Ansteuerung spezieller Einrichtungen wie Kräne oder das Rückmelden.

#### Empfänger (Decoder) für Lokomotiven

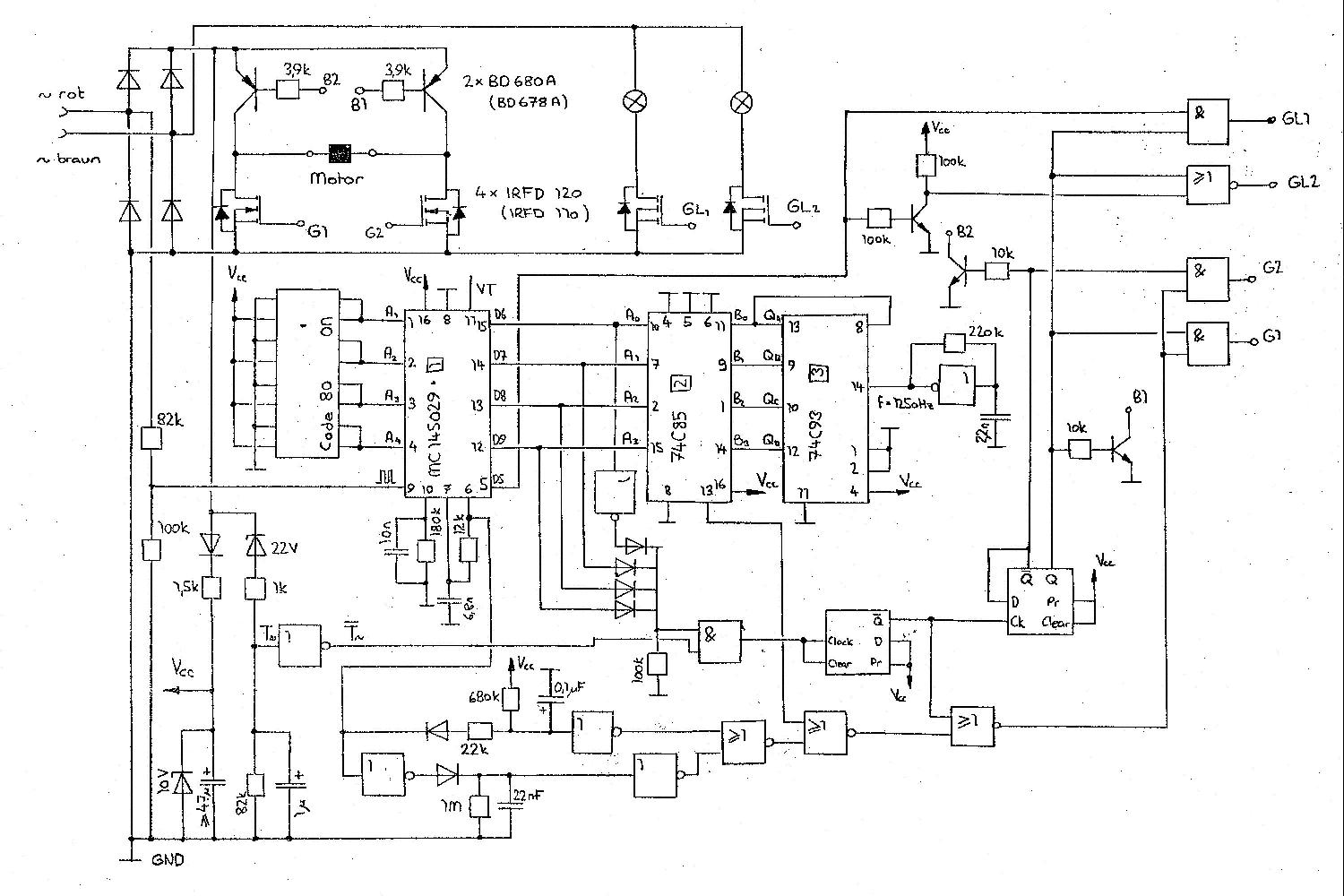
Bereits historisch: Decoder-Schema eines Studenten vom März 1986

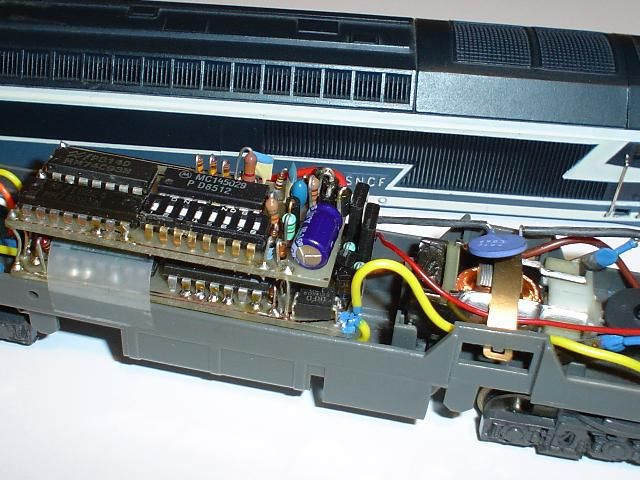
Durch einen Studenten gebauter Decoder für das Märklin-Digital-System vom März 1986.

Die in den Lokomotiven eingebauten Decoder übernehmen die interne Ansteuerung von Motoren und Funktionen. Die notwendige starke Miniaturisierung aufgrund knappen Platzes war der entscheidende Entwicklungsschritt hin zur digitalen Modellbahn. Insbesondere dem Märklin-System kam dabei zugute, dass schon die klassischen Märklin-Lokomotiven neben dem Motor immer noch einen zweiten Baustein in der Lokomotive benötigten, das Umschalt-Relais zur Fahrtrichtungsänderung, sodass im Inneren der Lok immer Platz durch Ausbau des Umschalters gewonnen werden konnte. Anstelle des Umschalters wurde dann der Decoder eingebaut. Die erste Generation digitaler Märklin-Lokomotiven wurde bei vielen Modellen durch diese eine Änderung aus ihrem nicht-digitalen Pendant weiter entwickelt. Auch der Selbstumbau vorhandener Lokomotiven war für den geübten Heimwerker vergleichsweise leicht durchführbar.
In der Geschichte des Märklin-Digitalsystems hat es verschiedene Decoderbauarten gegeben, die unterschiedliche Motortypen oder verschiedene Zusatzfunktionen ansprechen konnten. Da mit dem Digitaldecoder der Lokomotivmotor von der Versorgungsspannung entkoppelt ist, konnten auch ganz neue Motortypen eingesetzt werden, so zum Beispiel bürstenlose Motoren wie der C-Sinus-Hochleistungsantrieb. Wurde zunächst nur eine einzige Zusatzfunktion unterstützt (meist das Schalten von Licht), waren es bald bis zu fünf, einschließlich Anfahrt- und Bremsverzögerung; heutige Decoder unterstützen auch Sound und die Ansteuerung von bürstenlosen Motoren.
Der Decoder ist so konzipiert, dass eine damit ausgerüstete Lokomotive auch auf analog gesteuerten Anlagen eingesetzt werden kann. Das gilt auch für die vereinfachte Variante, den Decoder des Delta-Systems. Die übergroße Mehrzahl der Märklin-Lokomotiven wird deshalb heute grundsätzlich mit einem Decoder ausgeliefert. Fast alle älteren Modelle lassen sich mit Bausätzen auf die Steuerung mit Digitalbefehlen umrüsten. Während ältere Decoder dabei durch eine reservierte Adresse explizit auf Analogbetrieb gestellt werden müssen, erkennen neuere Decoder automatisch einen Betrieb mit Wechselspannung, heute sogar auch mit Gleichspannung und passen die Ansteuerung des Motors entsprechend an.
Alle Märklin-Digital- und Delta-System-Decoder sind technisch grundsätzlich für 80 Adressen ausgelegt. Bei den Märklin-Digital-Decodern ist es auch möglich, die 80 Adressen zu nutzen, bei den vereinfachten Decodern für das Delta-System sind jedoch nur 15 Adressen einsetzbar.
Da technisch im Datenstrom des Motorola-Protokolls die Adressen nicht als Dualzahlen, sondern als in „Trits“ (zwei Binärwerte codieren nur drei definierte Zustände) verpackte Trinärwerte gesendet werden, war es durch Erweiterung des Protokolls möglich, statt eigentlich 81 bis zu 255 verschiedene Adressen auf dem Bus zu senden. Dies wird teilweise von neueren Decodern und Steuerungen auch unterstützt, während ältere Decoder auf die ursprünglichen Adressen beschränkt bleiben.

##### Decoder für das Delta-System

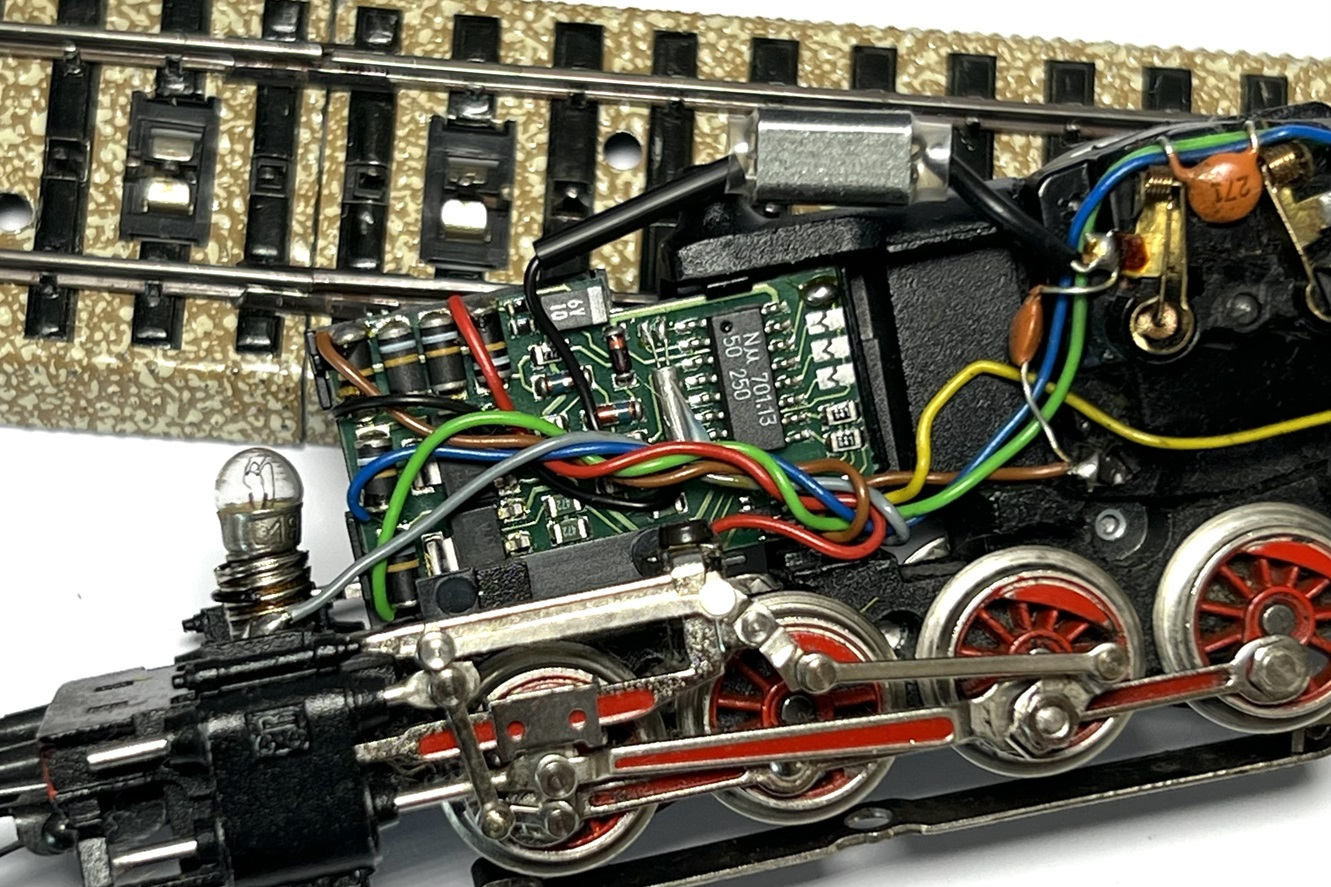
Märklin Delta-System Decoder mit Zusatzfunktion (Märklin-Artikel 6603), erste Generation mit Chip 701.13 und 15 Adressen

Wohl, um das heikle Umschalt-Relais zu ersetzen und das für damalige Verhältnisse teure Digital-System durch ein kostengünstiges System zu ergänzen, wurden seit 1992 vereinfachte Decoder für das Delta-System produziert. Dieser Decoder für das Delta-System ist aufwärtskompatibel, also uneingeschränkt sowohl auf dem Märklin-Digital-System als auch auf dem Märklin Systems einsetzbar. Dieser Decoder verdrängte auch die damals gerade aufkommenden elektronischen Fahrtrichtungsschalter. Um diesen Decoder gegenüber dem Märklin-Digital-System kostengünstiger zu gestalten, wurden zunächst die DIP-Schalter weggelassen; die Adresse musste durch Lötbrücken festgelegt werden. Diese Generation wurde sehr rasch durch einen Decoder mit vier statt der beim Märklin-Digital-System üblichen acht DIP-Schalter ersetzt, was zu der Begrenzung auf 15 Adressen führt. Ebenso besitzen sie in der Regel keine Möglichkeit zum Schalten von Zusatzfunktionen.
| Adresse | Symbol          | 1 | 2 | 3 | 4 |
| ------- | --------------- | - | - | - | - |
| 02      |                 | – | 2 | 3 | 4 |
| 06      |                 | 1 | – | 3 | 4 |
| 08      |                 | – | – | 3 | 4 |
| 18      |                 | 1 | 2 | – | 4 |
| 20      |                 | – | 2 | – | 4 |
| 24      | Elektrolok      | 1 | – | – | 4 |
| 26      |                 | – | – | – | 4 |
| 54      |                 | 1 | 2 | 3 | – |
| 56      |                 | – | 2 | 3 | – |
| 60      | Schienenbus     | 1 | – | 3 | – |
| 62      |                 | – | – | 3 | – |
| 72      | Diesellok       | 1 | 2 | – | – |
| 74      |                 | – | 2 | – | – |
| 78      | Dampflok        | 1 | – | – | – |
| 80      | Handregler b    | 1 | 2 | 3 | 4 |
|         | Konventionell c | – | – | – | – |

##### mfx-Decoder
Mit Märklin Systems wurde 2004 auch eine neue Decoder-Generation vorgestellt. Diese mfx-Decoder haben keine festen Adressen mehr, sondern bekommen diese bei der Anmeldung von der Zentrale zugeteilt. So muss sich der Benutzer keine Gedanken über Adresskonflikte machen. Eine Lokomotive wird auf das Gleis gestellt, angemeldet und kann verwendet werden. Auch wurde damit die Begrenzung von maximal 80 Loks im bisherigen System überwunden. Zum Einsatz dieser neuen Decoder auf bisherigen Märklin-Digital-Anlagen gestatten sie auch ein manuelles Einstellen der Adresse.

#### Empfänger (Decoder) für Schaltfunktionen

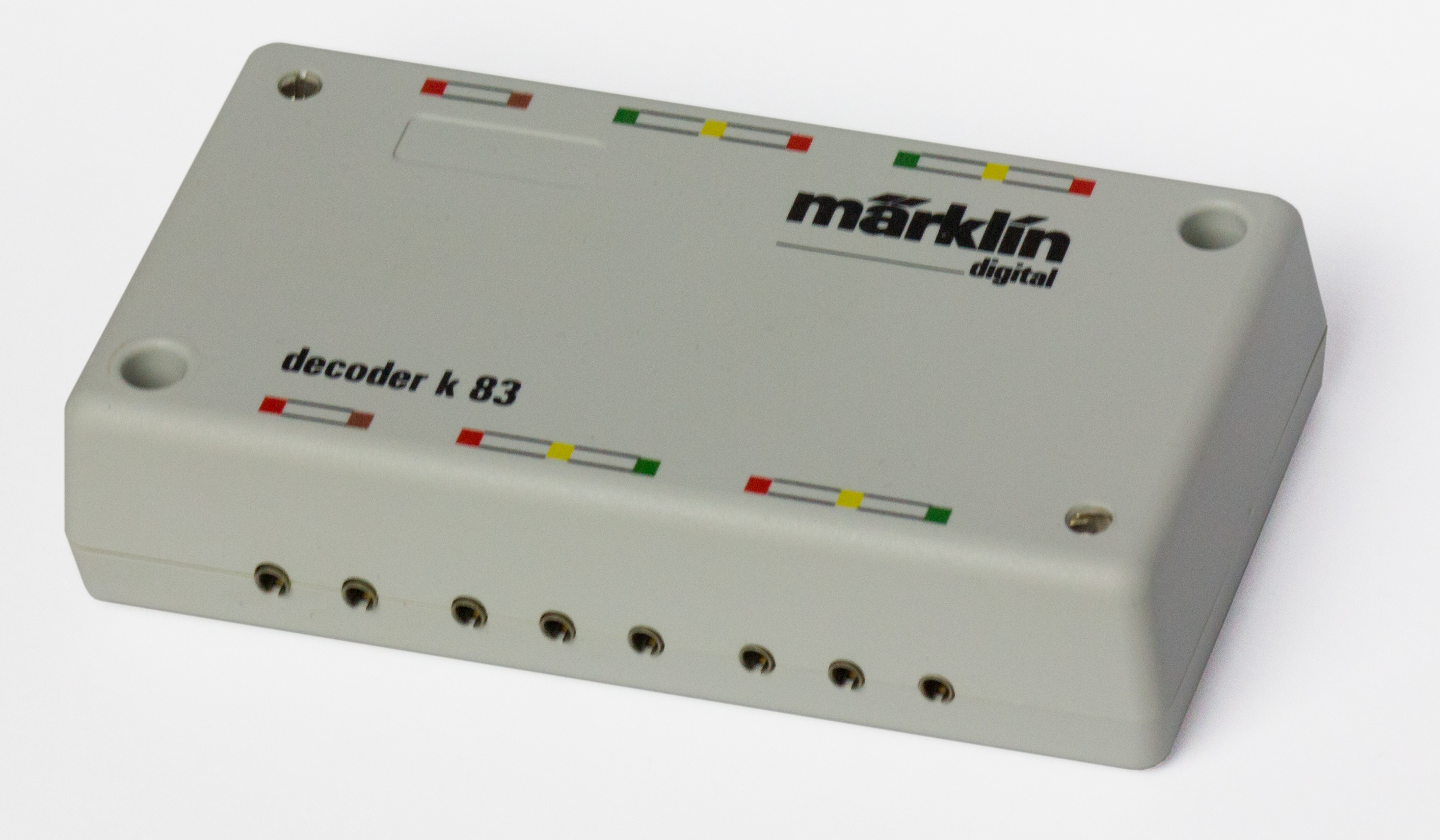
K83-Decoder

Auch zur Ansteuerung von Weichen und Signalen gibt es spezielle Decoderbausteine, die ebenfalls an das Gleis oder dessen Datenbus angeschlossen werden und bis zu vier Weichen und Signale steuern können (auch bekannt als K83-Dekoder). Ein anderer Decodertyp ist für das dauerhafte Schalten von Dauerverbrauchern wie Lampen und dergleichen gedacht (auch bekannt als K84-Dekoder).

#### Rückmeldedecoder

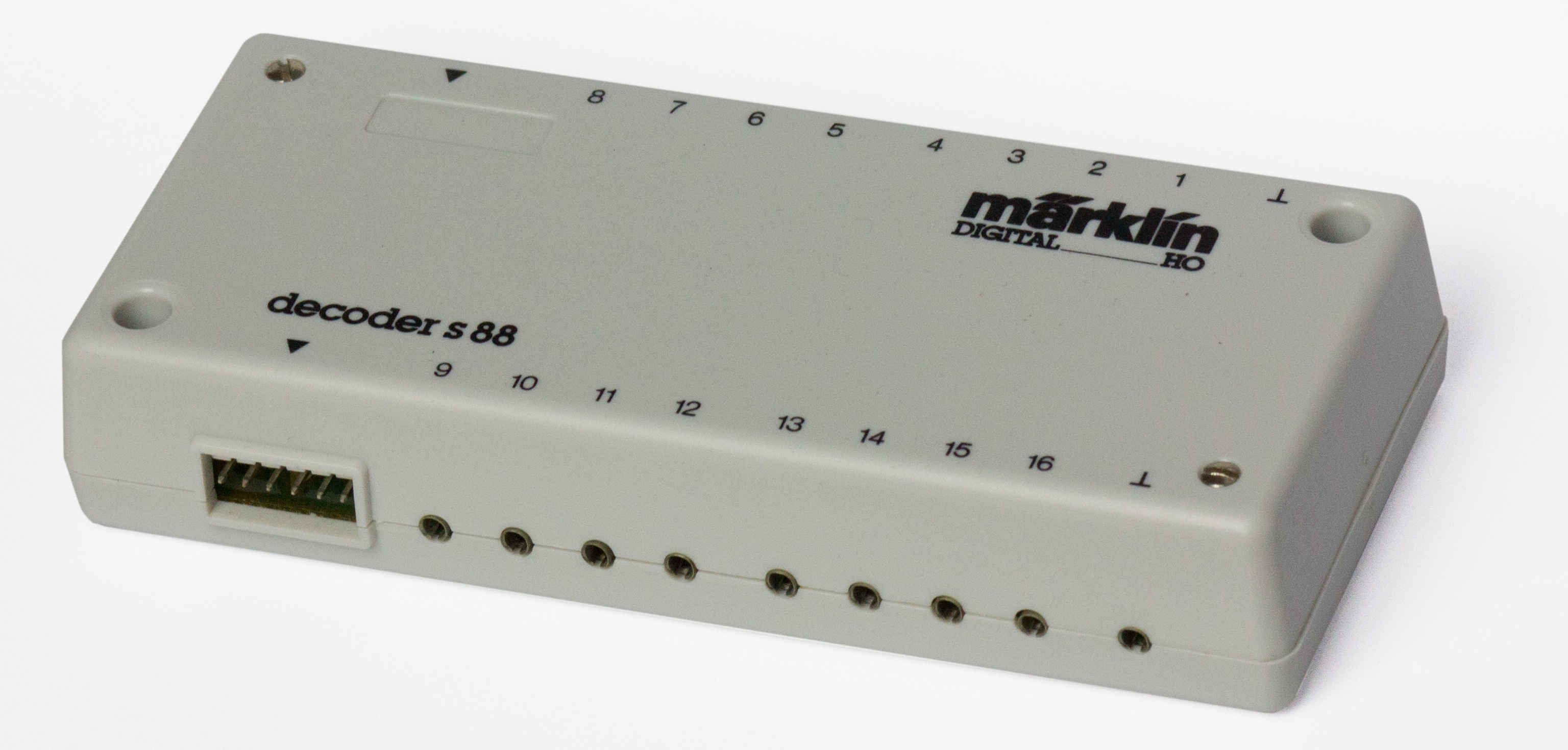
S88-Rückmeldemodul

Die Rückmeldungen von Gleiskontakten oder anderen Sensoren werden in einem weiteren Decodertyp (Rückmelde-Decoder S88) gesammelt, der bis zu 16 Eingangssignale verarbeiten kann. Dieser wird nicht an den Gleis-Datenbus angeschlossen, sondern direkt an den Datenbus der Zentrale. Je nach Zentrale können bis zu 63 dieser Decoder hintereinander geschaltet werden.

#### Spezielle Empfänger und Sender
Im Laufe der Zeit sind verschiedene Sonderbauformen auf den Markt gekommen. Neben Spezialbausteinen zur digitalen Ansteuerung des Märklin-Modellkrans oder der Drehscheibe sind dies insbesondere speziell geformte Weichendecoder, die direkt in die Weiche eingebaut werden können. Dort werden sie über das Gleis mit Strom und Daten versorgt. Es ist keinerlei zusätzliche Verkabelung mehr nötig.

## Geschichtliche Einordnung
Vor der Einführung des Märklin-Digital-Systems wäre es technisch möglich gewesen, auf dem Märklin-Gleis zwei Züge (mit Fahrleitung vier Züge) gleichzeitig verkehren zu lassen, durch das Vorschalten von Dioden, sodass die eine Lokomotive auf der positiven Halbwelle und die andere Lokomotive auf der negativen Halbwelle fährt. Im Gegensatz zu den Firmen Trix (Trix e.m.s) für zwei unabhängige Züge ab 1973 im Programm und Jouef (Jouefmatic und Jouefmatic 76) für acht unabhängige Züge, 1968 bis 1983 im Katalog, unterstützte Märklin eine solche analoge Mehrzugsteuerung aber nicht.
Die eigentlich nur in Frankreich bekannte Mehrzugsteuerung Jouefmatic ermöglichte neben einer Dauerzugbeleuchtung den unabhängigen Betrieb von bis zu acht Lokomotiven. Die Daten wurden dabei auf eine Wechselspannung aufmoduliert und durch die jeweils auf eine bestimmte Frequenz abgestimmten Decoder empfangen.
Allgemein wird Märklin Digital als ein bedeutender Fortschritt in der Modellbahntechnik gesehen. Erstmals ermöglichte es die Unabhängigkeit vieler Lokomotiven und Schaltfunktionen (Lokbeleuchtung, Signale, Weichen usw.) in einem einzigen Stromkreis. Steuerbusse für ortsfeste Geräte oder Rückmeldebusse gab es schon länger auf dem Markt, sogar mit der Möglichkeit der Computeranbindung.
Auch die elektronische Motorsteuerung war nichts grundsätzlich Neues. Fremdanbieter hatten entsprechende Umrüstsätze, insbesondere für Märklin-Lokomotiven, schon seit Anfang der 1980er Jahre im Programm. Märklin selbst hatte mit dem Steuergerät 6600 ein System im Angebot, das mittels Elektronik eine komfortable Ansteuerung von Lokomotiven ermöglichte.
Das ursprüngliche Märklin-Digitalsystem hat zudem einige Beschränkungen gegenüber anderen nur wenig später auf den Markt gekommenen Steuersystemen. Neben der verhältnismäßig kleinen Zahl von 80 unabhängig adressierbaren Lokomotiven ist dies vor allem die geringe Anzahl von nur 14 Fahrstufen, die an die Lokomotiven gesendet werden können. Zudem lehnt sich das System bei der Übermittlung der Richtungsinformation an das klassische Märklinsystem an. Dort wurde durch einen hohen Spannungsimpuls das Fahrtrichtungsrelais in der Lokomotive angesprochen und die Fahrtrichtung geändert, im Digitalsystem übernimmt diese Aufgabe ein spezieller Befehl (Fahrstufe 1 – erst ab Fahrstufe 2 wird der Motor mit Strom versorgt). Als Folge ist es nicht ohne weiteres möglich, die Fahrtrichtung einer Lokomotive eindeutig vorzugeben, was insbesondere bei Computersteuerungen problematisch sein kann.
Schließlich bot Märklin Digital zu Beginn keine Simulations-Funktionen wie zum Beispiel digital simulierte Anfahr- oder Bremsverzögerung. Solange die Steuerung nicht über Computer erfolgte, wurden Bewegungen des Geschwindigkeitsgebers direkt auf die Lokgeschwindigkeit umgesetzt – wie bei der klassischen, spannungsbasierten Steuerung. Hier ging das erwähnte analoge Steuergerät 6600 weiter, das eine zuschaltbare Verzögerung besitzt (getrennt regelbar für das Beschleunigen und Verzögern).
Märklin hat die Einschränkungen des Systems in den folgenden Jahren und Jahrzehnten schrittweise reduziert oder aufgehoben, wobei bemerkenswerterweise eine weitgehende Kompatibilität zwischen alten und neueren Systemkomponenten gewahrt bleibt.
Ende 2004 hat Märklin eine neue Generation von Steuergeräten unter dem neuen Namen Märklin Systems (kurz „mfx“) auf den Markt gebracht, das diese Fortentwicklungen zusammenfasst und weitere Neuerungen bietet.
Schon vor der Einführung von digitalen Modellbahnsteuerungen waren Produkte des Marktführers Märklin infolge des Mittelleiter-Gleissystems in der Spur H0 inkompatibel zu anderen Modellbahnsystemen. Mit Märklin-Digital setzte das Unternehmen weiter konsequent auf ein eigenes System und sicherte sich so seinen Markt.
Mit der zweiten Generation der mfx-Steuergeräte von Märklin (CS2 und MS2) wird auch das (ältere) Protokoll DCC unterstützt. Wie bereits von anderen Herstellern bekannt, senden diese Mehrsystem-Steuerungen abwechselnd Datenpakete aller benutzten Digitalsysteme an die Gleisstromversorgung. Bei diesem Trick wird darauf gesetzt, dass die falschformatigen Datenpakete von den Decodern ignoriert werden.

## Einflüsse auf Arnold Digital
Der Hersteller Arnold aus Nürnberg entwickelte nach dem Erscheinen von Märklin Digital eine eigene digitale Mehrzugsteuerung für sein Zweileiter-Gleichstrom-N-Sortiment, wobei er allerdings mit Märklin kooperierte: es wurde das von Märklin entwickelte HAMO-Gleichstrom-Digitalsystem verwendet, das von Lenz Elektronik für Märklin entwickelt wurde. Das System ist in Grundzügen mit dem später von Lenz weiterentwickelten DCC-Standard verwandt, daher kann man alte Hamo-Digital- wie auch Arnold-Digital-Loks auf DCC-Anlagen fahren lassen.
Das Arnold-Digital-System erschien im Jahre 1988. Aufgrund der Kooperation mit Märklin sind einige Steuerkomponenten von Arnold Digital mit Märklin Digital kompatibel und können zum Teil gemeinsam in einer Anlage verwendet werden. Auch optisch sind sich die Steuerkomponenten der beiden Systeme recht ähnlich.